# Glaucopsyche damaetas
Glaucopsyche damaetas är en fjärilsart som beskrevs av Jacob Hübner 1799/800. Glaucopsyche damaetas ingår i släktet Glaucopsyche och familjen juvelvingar. Inga underarter finns listade i Catalogue of Life.